# Otomys tropicalis
Otomys tropicalis är en däggdjursart som beskrevs av Thomas 1902. Otomys tropicalis ingår i släktet Otomys och familjen råttdjur. IUCN kategoriserar arten globalt som livskraftig. Inga underarter finns listade i Catalogue of Life.
Arten når en kroppslängd (huvud och bål) av 12,5 till 20,5 cm, en svanslängd av 5,2 till 10,2 cm och en vikt av 81 till 133 g. Bakfötterna är 2,6 till 3,4 cm långa och öronens längd är 1,7 till 2,5 cm. Liksom andra släktmedlemmar har djuret en robust kropp. Den rufsiga pälsen har på ovansidan en mörkbrun färg. Den blir fram till kroppssidorna medelbrun och undersidans päls är grå. Öronen är lite ljusare än ryggen och bra täckta med hår. Djurets svans har en ljusare undersida. Antalet spenar hos honor är fyra par. Tanduppsättningen kännetecknas av två fåror i underkäkens framtänder (en är djupare). Även i överkäkens framtänder finns en fåra.
Denna gnagare förekommer med flera från varandra skilda populationer i Sydsudan, Kenya, Uganda, Rwanda, Burundi och östra Kongo-Kinshasa. Den lever i bergstrakter som ligger upp till 4500 meter över havet. Arten vistas i olika habitat som ängar och träskmarker. Den besöker även odlade områden.
Födan utgörs främst av gräsfrön, grässtrån, örter, bark och unga växtskott. Ibland äts rötter, andra frön och bär. När Otomys tropicalis äter bark av unga träd i trädodlingar är den ett betydande skadedjur. I magsäcken registrerades även ett fåtal rester av myror. Individerna är främst aktiva på dagen eller under skymningen. Honor kan para sig under alla årstider och per år förekommer vanligen fem kullar. Per kull föds en eller två ungar.